# Plooilipvleermuizen
De plooilip- of bladkinvleermuizen (Mormoopidae) vormen een familie van Amerikaanse vleermuizen. Er zijn zo'n tien soorten plooilipvleermuizen, verdeeld over twee geslachten.
Plooilipvleermuizen komen voor van Zuid-Arizona via Midden-Amerika en Caribische eilanden tot centraal Zuid-Brazilië. Ze leven vaak in grote kolonies in grotten. De soorten zijn insectivoren. Ze vinden hun voedsel door middel van echolocatie.
Plooilipvleermuizen zijn kleine tot middelgrote vleermuizen. De vacht is kort, dicht en rood of bruin tot grijs van kleur. De plooilipvleermuizen hebben geen neusblad en kleine oren. De staart steekt lichtelijk buiten de staartmembraan. Ze hebben rond de kin en langs de lippen op wratten lijkende uitsteeksels en lange haren. Bij enkele soorten uit de familie is de vlieghuid niet aan de flanken gegroeid, maar, net als bij Dobsonia, aan elkaar verbonden op het midden van de rug, waardoor het lijkt alsof de rug kaal is.
Plooilipvleermuizen hebben een kop-romplengte tussen de 40 en 77 millimeter, een staartlengte van 15 tot 30 millimeter, een voorarmlengte van 35 tot 65 millimeter en een lichaamsgewicht van 3,5 tot 20 gram.

## Soorten
Er zijn 18 levende soorten in 2 geslachten.
- Familie Mormoopidae (Plooilipvleermuizen)
  - Geslacht Mormoops
    - Mormoops blainvillei (Grote Antillen)
    - Mormoops magna (Cuba; subfossiel)
    - Mormoops megalophylla (Arizona en Texas tot Peru en Venezuela)

  - Geslacht Pteronotus
    - Pteronotus alitonus (Amazonegebied)
    - Kleine kaalrugvleermuis (Pteronotus davyi) (Nicaragua tot Peru, Venezuela en Trinidad)
    - Pteronotus fulvus (Mexico tot Honduras)
    - Pteronotus fuscus (Colombia, Guyana, Venezuela en Trinidad)
    - Pteronotus gymnonotus (Midden-Mexico tot Peru en Brazilië)
    - Pteronotus macleayii (Cuba en Jamaica)
    - Pteronotus mesoamericanus (Midden-Amerika)
    - Pteronotus mexicanus (Mexico)
    - Pteronotus paraguanensis (schiereiland Paraguaná)
    - Kaalrugvleermuis (Pteronotus parnelli) (Cuba en Jamaica)
    - Snorbaardvleermuis (Pteronotus personatus) (Nicaragua tot Bolivia en Brazilië)
    - Pteronotus portoricensis (Puerto Rico)
    - Pteronotus pristinus (Cuba; subfossiel)
    - Pteronotus psilotis (Mexico tot Honduras)
    - Pteronotus pusillus (Hispaniola)
    - Pteronotus quadridens (Grote Antillen)
    - Pteronotus rubiginosus (Zuid-Amerika)

Vleerhonden · Kitti's varkensneusvleermuis · Klapneusvleermuizen · Reuzenoorvleermuizen · Hoefijzerneuzen · Bladneusvleermuizen van de Oude Wereld · Spleetneusvleermuizen · Schedestaartvleermuizen · Nieuw-Zeelandse vleermuizen · Hechtschijfvleermuizen · Furievleermuizen · Hazenlipvleermuizen · Plooilipvleermuizen · Bladneusvleermuizen van de Nieuwe Wereld · Trechteroorvleermuizen · Zuigschijfvleermuizen · Bulvleermuizen · Miniopteridae · Gladneuzen